# David B. Shear
David Bruce Shear (sinh ngày 25 tháng 5 năm 1954) là nhà ngoại giao người Mỹ và từng là Viên chức Bộ Ngoại giao chuyên nghiệp. Shear từng là Trợ lý Bộ trưởng Bộ Quốc phòng Hoa Kỳ phụ trách các vấn đề An ninh châu Á và Thái Bình Dương từ tháng 7 năm 2014 đến tháng 6 năm 2016. Trước khi được đề cử vào vị trí này, ông từng là Đại sứ Hoa Kỳ tại Việt Nam.  Ông cũng trước đây là phó trợ lý ngoại trưởng về các vấn đề Đông Á và Thái Bình Dương tại Bộ Ngoại giao Hoa Kỳ; ông gia nhập Bộ Ngoại giao vào năm 1982 và từng công tác tại Washington, Sapporo, Bắc Kinh, Kuala Lumpur và Tokyo.
Sinh trưởng tại Cobleskill, New York, Shear theo học tại Trường Trung học Clayton A. Bouton, tốt nghiệp năm 1971. Ông tốt nghiệp Trường Đại học Earlham lấy bằng Cử nhân vào năm 1975. Shear cũng có bằng Thạc sĩ về quan hệ quốc tế tại Trường Nghiên cứu Quốc tế Cao cấp Johns Hopkins năm 1982, và là thành viên Rusk tại Viện Nghiên cứu Ngoại giao của Đại học Georgetown. Ông giữ chức Đại sứ Hoa Kỳ tại Việt Nam từ năm 2011 cho đến khi rời nhiệm sở vào năm 2014. 

## Đời tư
Shear là đai đen môn kiếm đạo. Ông và vợ ông là Barbara có một cô con gái. Ông nói được tiếng Trung và tiếng Nhật.